# 源南镇
源南镇是中国广东省河源市源城区下辖的一个镇。辖区总面积88平方公里，下辖2个社区、7个村、1个农场，总人口2.47万人。

## 行政区划
下辖2个社区居委会：双下路社区、河紫路社区，7个行政村：白田村、榄坝村、风光村、墩头村、双下村、和平村、胜利村。